# Grand Griffon Vendéen
Der Grand Griffon Vendéen ist eine von der FCI (Nr. 282, Gr. 6, Sek. 1) anerkannte Hunderasse aus Frankreich.

## Herkunft und Geschichtliches
Sehr alte französische Laufhunderasse. Im Laufe des zwanzigsten Jahrhunderts wurden drei weitere, kleinere Schläge herausgezüchtet: Briquet Griffon Vendéen, Grand Basset Griffon Vendéen und der Petit Basset Griffon Vendéen.

## Beschreibung
Mit bis zu 68 cm größter der Laufhunde vom Schlag Griffon Vendéen, mit nicht übermäßig langem, manchmal buschig und rauem Haar mit reichlicher Unterwolle. Die Farben der Hunde sind schwarz mit weißer Scheckung; schwarz mit falbfarbenen Abzeichen; schwarz mit sandfarbenen Abzeichen; falbfarben mit weißer Scheckung; falbfarben mit schwarzem Mantel und weißer Scheckung (tricolor); falbfarben schwarz gewolkt; sandfarben schwarz gewolkt mit weißer Scheckung; sandfarben schwarz gewolkt. Die Ohren sind unterhalb der Augenlinie angesetzt, weich, schmal und dünn, mit langem Haar besetzt. Die Rute ist dick und hoch angesetzt und wird säbelförmig getragen.